# Xerosicyos tripartitus
Xerosicyos tripartitus är en gurkväxtart som först beskrevs av Jean-Henri Humbert, och fick sitt nu gällande namn av H.Schaef. och S.S.Renner. Xerosicyos tripartitus ingår i släktet Xerosicyos och familjen gurkväxter. Inga underarter finns listade i Catalogue of Life.